# Греція на літніх Олімпійських іграх 1896
Греція на літніх Олімпійських іграх 1896, перших Олімпійських іграх сучасності була приймаючою країною. Її представили 169 спортсменів в усіх 9 видах спорту. У медальному заліку країна посіла 2 місце, проте за загальною кількістю здобутих медалей — 1.

Відкриття олімпіади, стадіон Панатінаїкос

## Медалісти

### Золото
| Золото |                          |                                                    |
| №      | Спортсмени               | Вид спорту (дисципліна)                            |
| 1      | Арістідіс Константінідіс | Велоспорт (шосейна гонка)                          |
| 2      | Спиридон Луїс            | Легка атлетика (марафон)                           |
| 3      | Іоанніс Малокініс        | Плавання (100 метрів вільним стилем серед моряків) |
| 4      | Іоанніс Мітропулос       | Спортивна гімнастика (кільця)                      |
| 5      | Ніколаос Андріакопулос   | Спортивна гімнастика (лазання по канату)           |
| 6      | Пантеліс Карасевдас      | Стрільба (армійська гвинтівка, 200 метрів)         |
| 7      | Георгіос Орфанідіс       | Стрільба (довільна гвинтівка, 300 метрів)          |
| 8      | Іоанніс Франгудіс        | Стрільба (швидкісний пістолет, 25 метрів)          |
| 9      | Леонідас Піргос          | Фехтування (рапіра серед маестро)                  |
| 10     | Іоанніс Георгіадіс       | Фехтування (шабля)                                 |

### Срібло
| Срібло | |                                                    |
| №      | Спортсмени                                                                                                  | Вид спорту (дисципліна)                            |
| 1      | Георгіос Цитас                                                                                              | Боротьба                                           |
| 2      | Стаматіос Ніколопулос                                                                                       | Велоспорт (спринт)                                 |
| 3      | Стаматіос Ніколопулос                                                                                       | Велоспорт (гіт на 333,3 метрів)                    |
| 4      | Георгіос Колеттіс                                                                                           | Велоспорт (100 кілометров)                         |
| 5      | Харілаос Васілакос                                                                                          | Легка атлетика (марафон)                           |
| 6      | Мільтіадес Гускос                                                                                           | Легка атлетика (штовхання ядра)                    |
| 7      | Панайотіс Параскевопулос                                                                                    | Легка атлетика (метання диска)                     |
| 8      | Антоніос Пепанос                                                                                            | Плавання (500 метрів вільним стилем)               |
| 9      | Іоанніс Андреу                                                                                              | Плавання (1200 метрів вільним стилем)              |
| 10     | Спиридон Хасапис                                                                                            | Плавання (100 метрів вільним стилем серед моряків) |
| 11     | Ніколаос Андріакопулос, Сотіріос Атанасопулос, Томас Ксенакіс, Петрос Персакіс, ще 29 невідомих спортсменів | Спортивна гімнастика (командні бруси)              |
| 12     | Томас Ксенакіс                                                                                              | Спортивна гімнастика (лазіння по канату)           |
| 13     | Павлос Павлідіс                                                                                             | Стрільба (армійська гвинтівка, 200 м)              |
| 14     | Іоанніс Франгудіс                                                                                           | Стрільба (довільна гвинтівка, 300 м)               |
| 15     | Георгиос Орфанідіс                                                                                          | Стрільба (швидкісний пістолет, 25 м)               |
| 16     | Діонісіос Касдагліс                                                                                         | Теніс (одиночний разряд)                           |
| 17     | Телемахос Каракалос                                                                                         | Фехтування (шабля)                                 |

### Бронза
| Бронза | |                                                    |
| №      | Спортсмени                                                                                              | Вид спорту (дисципліна)                            |
| 1      | Стефанос Христопулос                                                                                    | Боротьба                                           |
| 5      | Дімітріос Големіс                                                                                       | Легка атлетика (біг на 800 метрів)                 |
| 5      | Іоанніс Персакіс                                                                                        | Легка атлетика (потрійний стрибок)                 |
| 5      | Евангелос Дамаскос                                                                                      | Легка атлетика (стрибки із жердиною)               |
| 5      | Іоанніс Теодоропулос                                                                                    | Легка атлетика (стрибки із жердиною)               |
| 6      | Георгіос Папасідеріс                                                                                    | Легка атлетика (щтовхання ядра)                    |
| 7      | Сотіріос Версіс                                                                                         | Легка атлетика (метання диска)                     |
| 8      | Ефстафіос Хорофас                                                                                       | Плавання (500 метрів вільним стилем)               |
| 8      | Ефстафіос Хорофас                                                                                       | Плавання (1200 метрів вільним стилем)              |
| 10     | Дімітріос Дрівас                                                                                        | Плавання (100 метрів вільним стилем серед моряків) |
| 11     | Філіппос Карвелас, Дімітріос Лундрас, Іоанніс Мітропулос, Іоанніс Хрісафіс, ще 17 невідомих спортсменів | Спортивна гімнастика (командні бруси)              |
| 12     | Петрос Персакіс                                                                                         | Спортивна гімнастика (кільця)                      |
| 13     | Ніколаос Трикупіс                                                                                       | Стрільба (армійська гвинтівка, 200 м)              |
| 15     | Николаос Доракис                                                                                        | Стрільба (армійський пістолет, 25 м)               |
| 14     | Іоанніс Франгудіс                                                                                       | Стрільба (довільний пістолет, 30 м)                |
| 16     | Константінос Паспатіс                                                                                   | Теніс (одиночний разряд)                           |
| 5      | Сотіріос Версіс                                                                                         | Важка атлетика (штовхання двома руками)            |
| 5      | Александрос Ніколопулос                                                                                 | Важка атлетика (штовхання однією рукою)            |
| 17     | Периклес Пієракос-Мавроміхаліс                                                                          | Фехтування (рапіра)                                |